# Reserva índia Alexis Cardinal River 234
La Reserva índia Alexis Cardinal River 234 és una reserva índia a Alberta. És una de les quatre reserves sota govern de la Primera Nació Alexis Nakota Sioux.